# Dave Hyatt
Dave Hyatt (ur. 28 czerwca 1972) – amerykański programista, obecnie zatrudniony w Apple Computer. Tam też pracuje nad przeglądarką internetową Safari.
Ukończył studia na Rice University (ze stopniem bakałarza) oraz University of Illinois at Urbana-Champaign.
Współtwórca języków programowania XBL i XUL. Wraz z Blakiem Rossem był jednym z głównych inicjatorów projektu Mozilla Firefox. Członek W3C CSS Working Group.